# 洸美-hiromi-
洸美-hiromi-（ひろみ - ）は、台湾台中市生まれのシンガーソングライター。18歳より来日。
父が日本人、母が台湾人のハーフ。
時にレストランで支配人、時にはシェフ、そしてバリスタとしても活躍しているシンガーソングライター。

## 略歴
2006年来日し日本の音楽専門学校に入学。2009年にMusic japanTV主催のオーディションファイナリストになる。
2010年、第4回ノクティミュージックコンテストにて優勝する。
2022年5月には名古屋観光文化交流特命大使に就任した。

## ディスコグラフィー

### アルバム
|     | 発売日           | タイトル | レーベル | 収録曲 |
| --- | ---------------- | -------- | -------- | ------ |
| 1st | Fruit basket     | 2011年   |          |        |
| 2nd | またあした       | 2013年   |          |        |
| 3rd | ラムネの向こう側 | 2016年   |          |        |
| 4th | 五月雪           | 2018年   |          |        |
| 5th | 海に星空         | 2019年   |          |        |